# S-Bahn

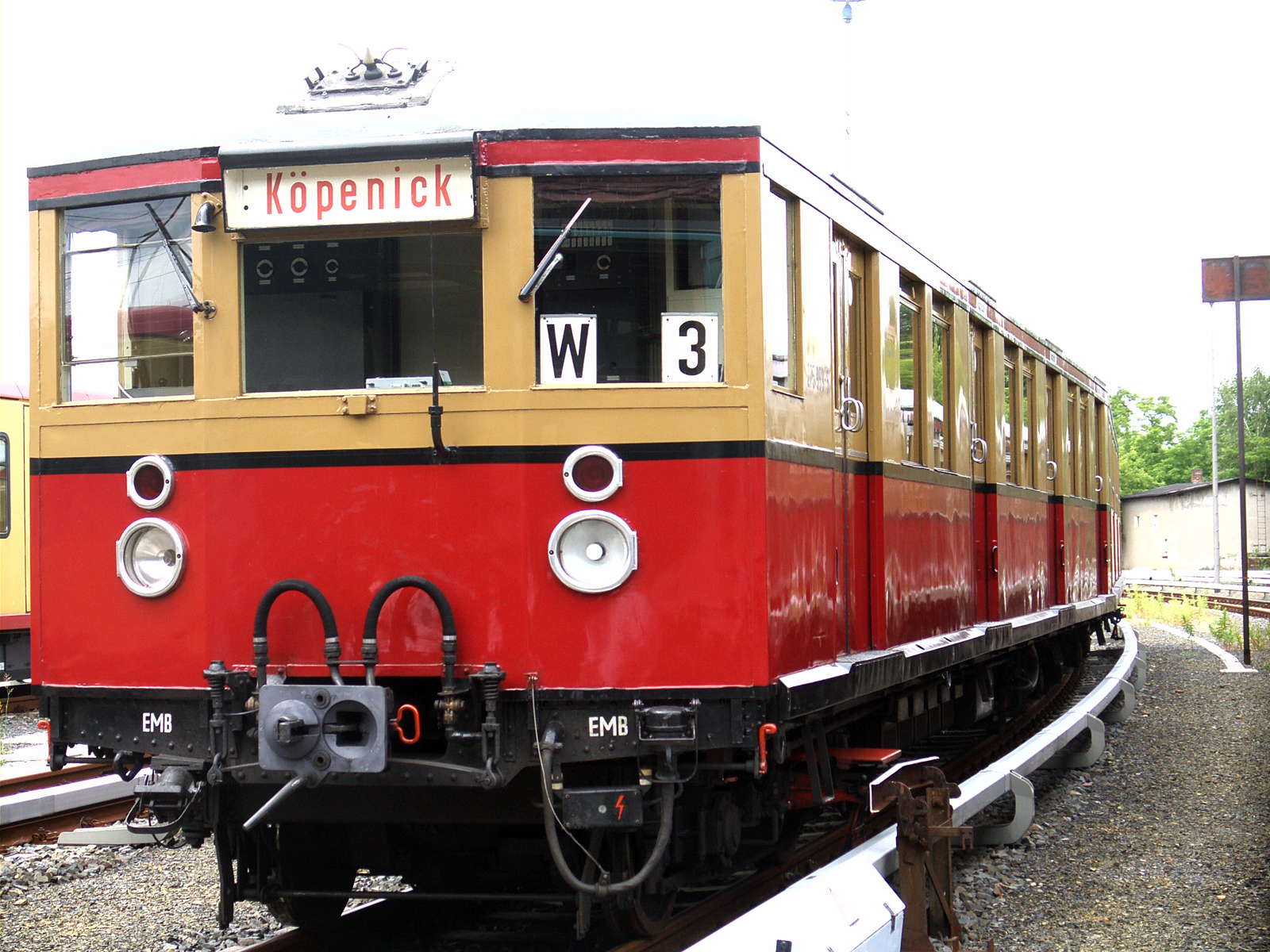
ET 165, früher Fahrzeugtyp der Berliner S-Bahn, dem ersten S-Bahn-System

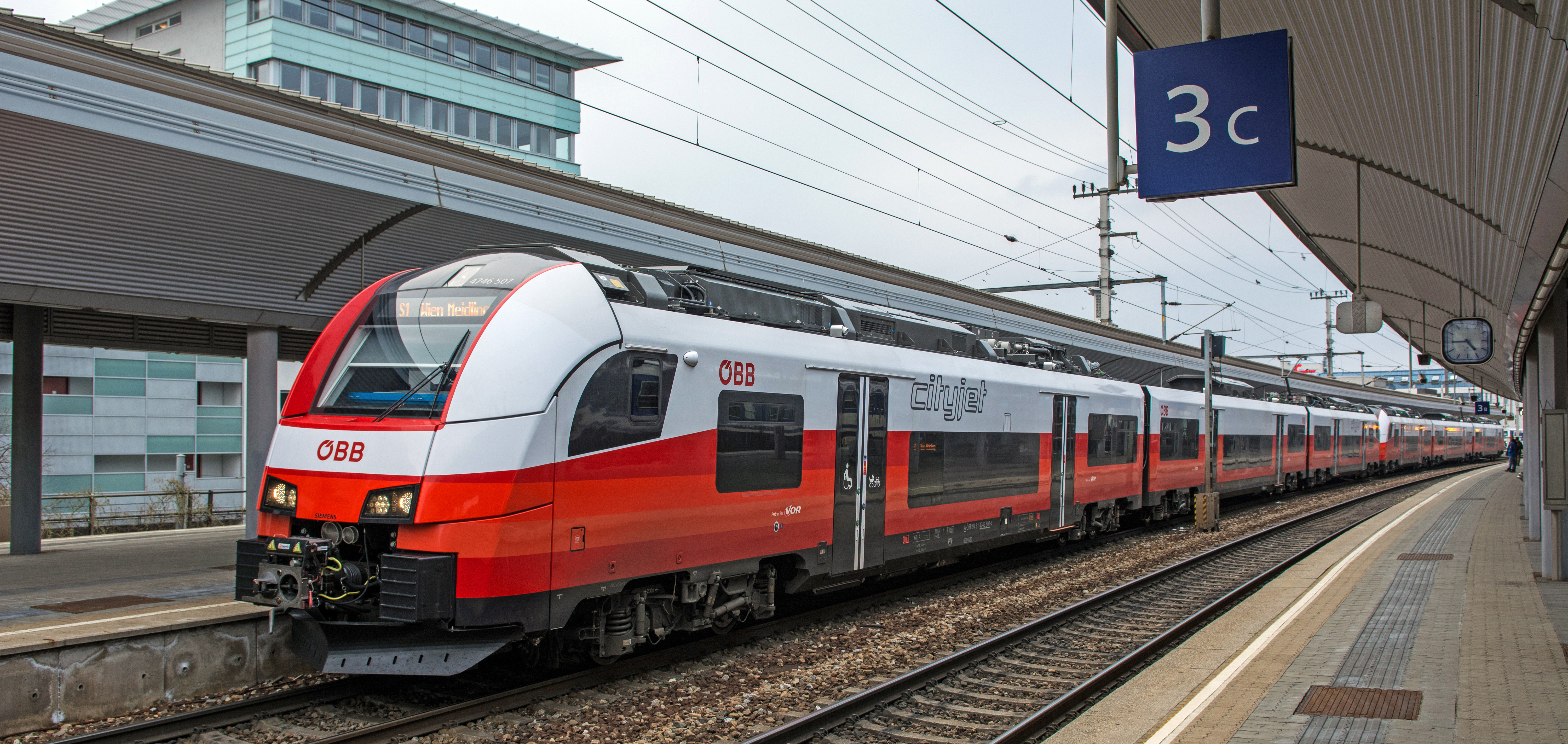
S-Bahn-Zug der ÖBB-Reihe 4746 im Bahnhof Wien Floridsdorf

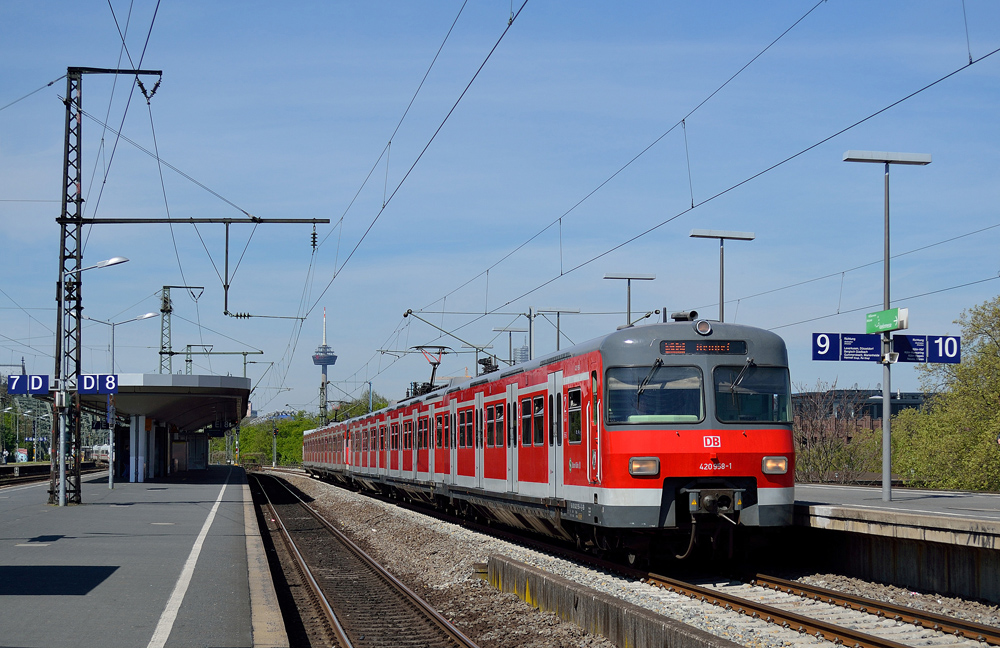
Ein Triebwagen der DB-Baureihe 420 der S-Bahn Köln als S12 im Bahnhof Köln Messe/Deutz (Mai 2016).

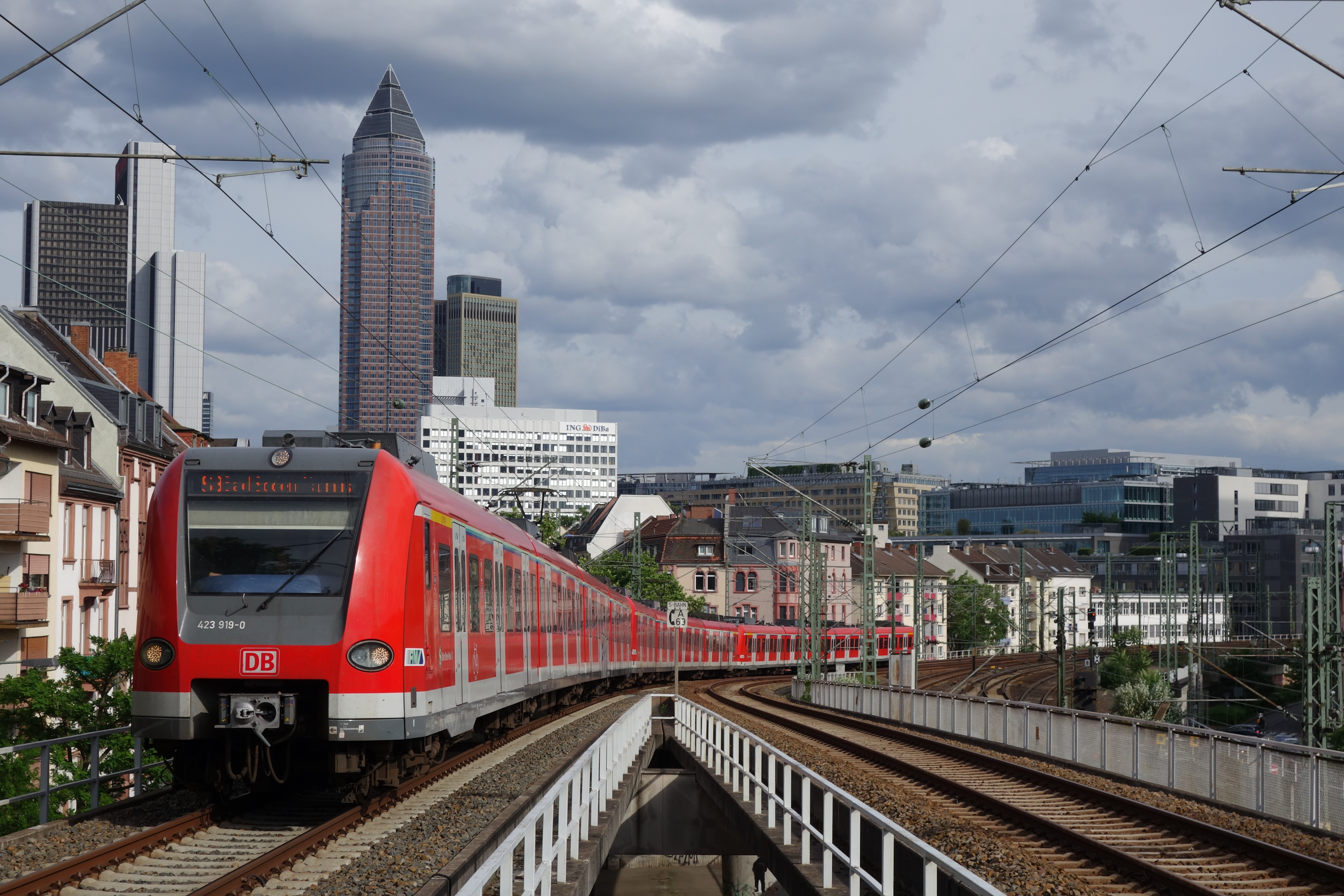
Triebwagen der DB-Baureihe 423 der S-Bahn Rhein-Main beim Frankfurter Westbahnhof

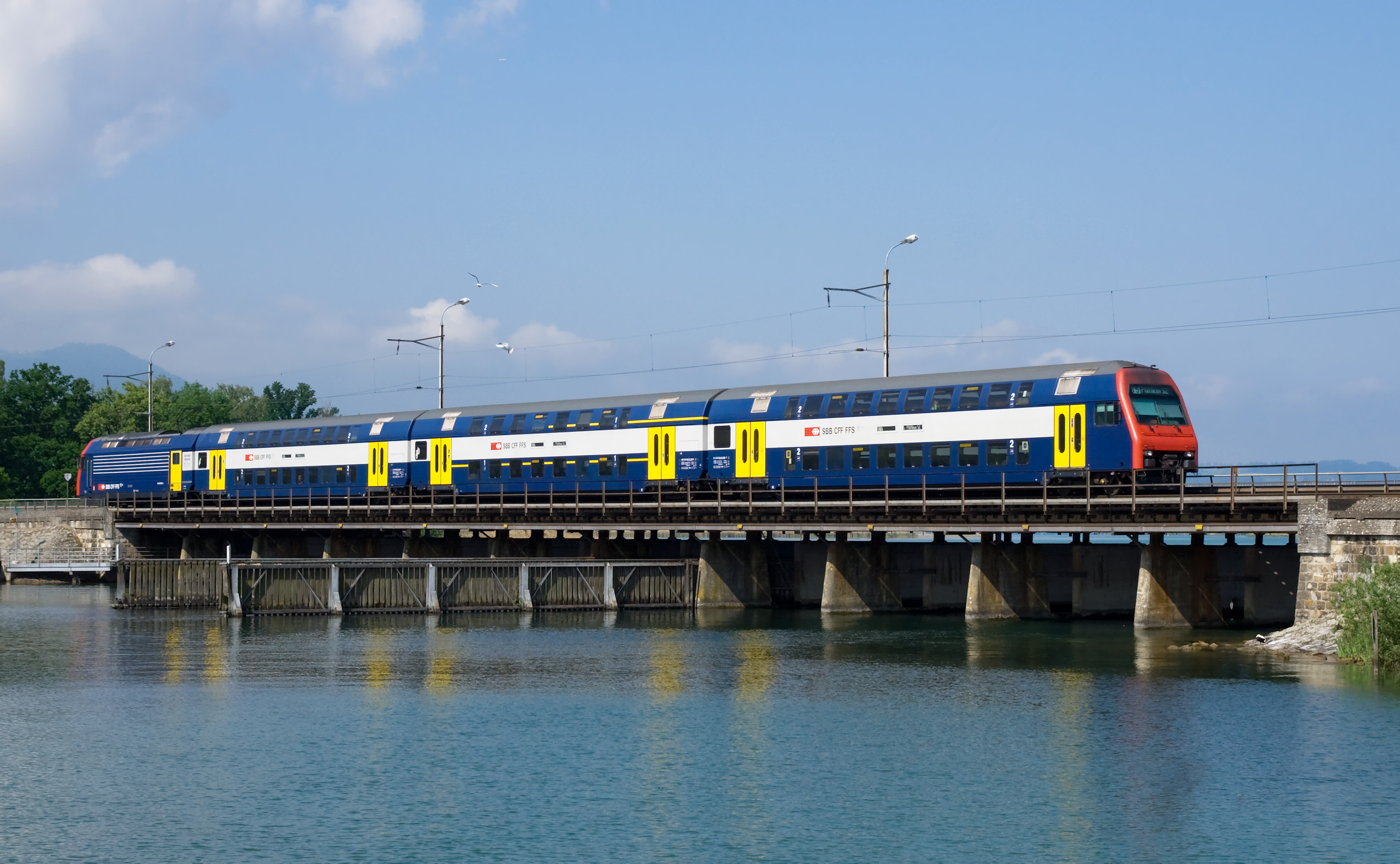
Ein Doppelstock-Pendelzug auf dem Seedamm bei Rapperswil-Jona (Schweiz)

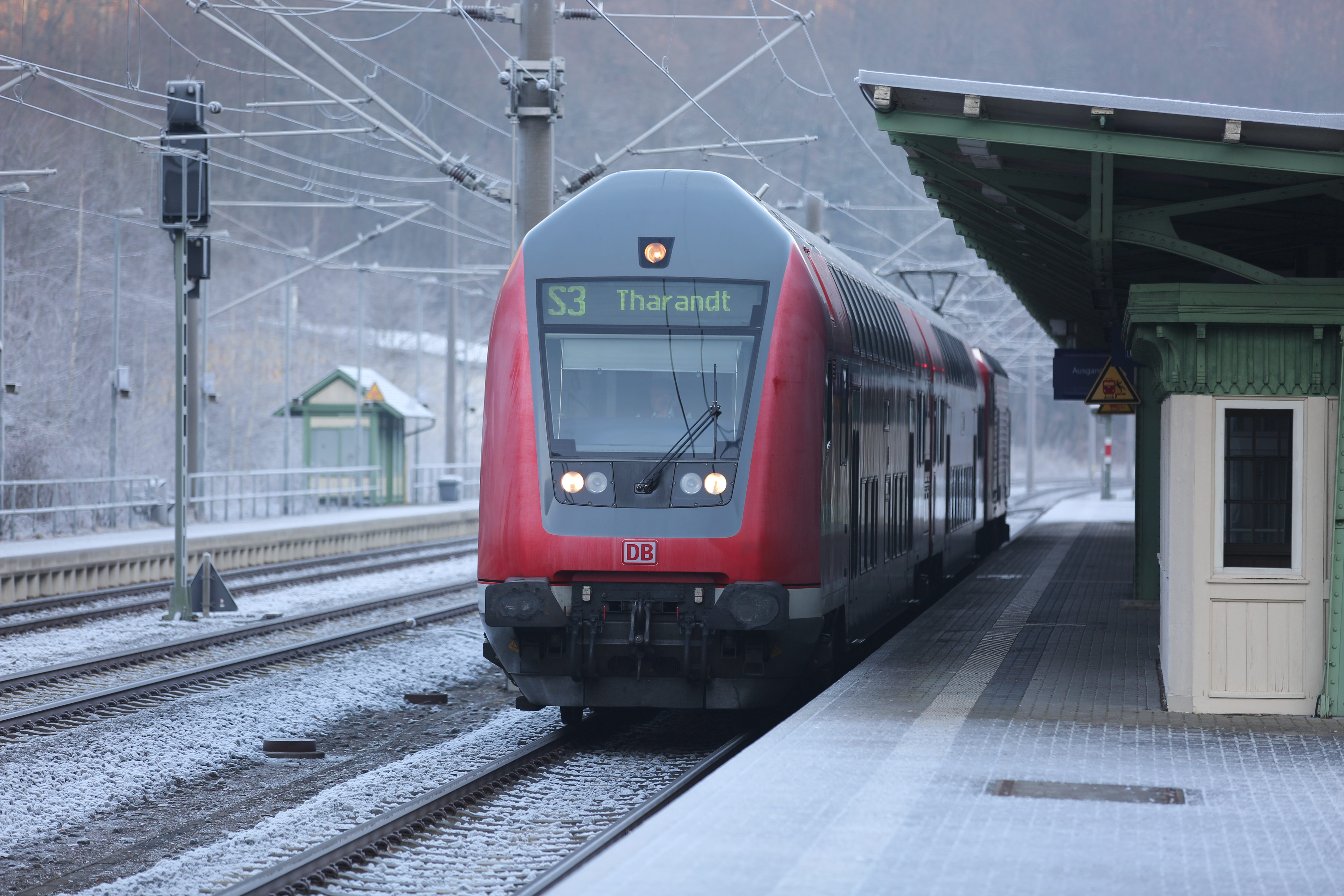
Ein lokbespannter Zug (DB-Baureihe 143) der S-Bahn Dresden als S3 im Bahnhof Tharandt (Dezember 2016)

S-Bahn ist eine in Deutschland, Österreich und der Deutschschweiz übliche Bezeichnung für eine meist elektrisch betriebene Eisenbahn, die dem Schienenpersonennahverkehr respektive Regionalverkehr in Agglomerationen und deren Umland dient. S-Bahnen heben sich meist durch eine höhere spezifische Verkehrsleistung vom sonstigen Regionalverkehr ab, ohne dabei eine vollständige technische Abgrenzung zu verlangen. Die Bezeichnung „S-Bahn“ leitet sich von Stadtbahn, Schnellbahn, Stadtschnellbahn, Stadt- und Vorortbahn (SV-Bahn) oder Vorortschnellbahn ab.

## Begriff
Der Begriff „S-Bahn“ wurde am 24. Dezember 1930 im amtlichen Nachrichtenblatt der Deutschen Reichsbahn verkündet. Er sollte ab dann eine unverwechselbare und einprägsame Marke für die ab 1924 elektrifizierte Berliner Stadt-, Ring- und Vorortbahn sein, nicht zuletzt in Konkurrenz zur Berliner U-Bahn. Zuvor kursierte kurzzeitig ab 1929 die Zusammensetzung Stadt-Schnellbahn, abgekürzt SS als Begriff. Die S-Bahn Berlin gilt als ältestes S-Bahn-System.
Ab 1934 verwendete man auch in Hamburg den Namen und das aus Berlin bekannte Symbol.
S-Bahn wird als Bezeichnung für das einzelne Fahrzeug (S-Bahn-Wagen, S-Bahn-Zug), als Kurzform für eine nur von S-Bahn-Zügen benutzte Eisenbahnstrecke sowie für eine S-Bahn-Linie verwendet.
In Österreich wurde 2004 die S-Bahn Salzburg erstmals offiziell als solche bezeichnet. 2005 folgte die Umbenennung der Wiener Schnellbahn zur Wiener S-Bahn, der ursprüngliche Begriff wird aber vor allem von der älteren Bevölkerung noch verwendet.

## Zuggattung

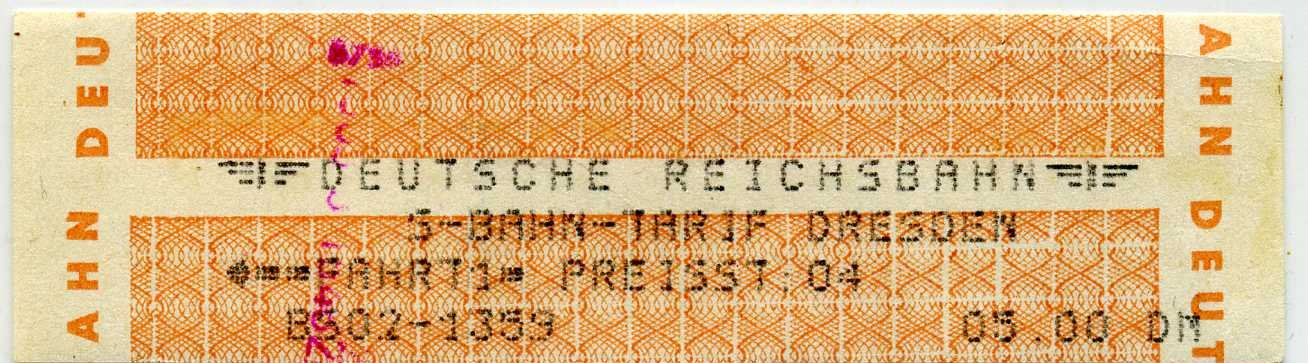
Typisch für die Deutsche Reichsbahn waren gesonderte S-Bahn-Tarife, hier ein Dresdner Fahrschein aus der Zeit nach der Wiedervereinigung. Sie gingen allesamt in Verbundtarifen auf.

Ursprünglich verkehrten S-Bahnen als Zuggattung Personenzug (P), da sie im Regelfall ebenfalls alle Unterwegsstationen bedienen. Diese Klassifikation behielten nach dem Zweiten Weltkrieg sowohl die Deutsche Reichsbahn in der DDR und West-Berlin als auch die Deutsche Bundesbahn in der Bundesrepublik bei. Bei letzterer fuhren sie schließlich ab 1969 vorübergehend als Nahverkehrszug (N), erst in den späten 1970er Jahren wurde die S-Bahn in Westdeutschland als eigenständige Zuggattung klassifiziert, wobei der Zugnummer fortan die Abkürzung „S“ vorangestellt wurde. Zunächst lautete die Erklärung in den Fahrplanmedien dabei noch „S = Stadtschnellbahnzug“, dann „S = DB-Schnellbahnzug“ und später nur noch „S = S-Bahn“. Die Deutsche Reichsbahn wiederum wechselte zum Winterfahrplan 1992 direkt von der Zuggattung Personenzug zur Zuggattung S-Bahn.
Die Österreichischen Bundesbahnen (ÖBB) stuften ihre Schnellbahnzüge 1990 ebenfalls noch als gewöhnlichen Regionalzug (R) ein, führten später aber gleichfalls die eigene Zuggattung S-Bahn ein. Bei den Schweizerischen Bundesbahnen (SBB) stellt die S-Bahn ebenso eine eigene Zugskategorie dar.

## Logos

Logos verschiedener S-Bahn-Systeme
S-Bahn Berlin Erste Version von 1930
S-Bahn Berlin Zweite Version von 1933
Allgemeines S-Bahn-Logo in Deutschland, eingeführt 1936 in Berlin
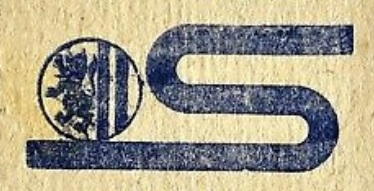
S-Bahn Leipzig Logo mit Stadtwappen von 1969
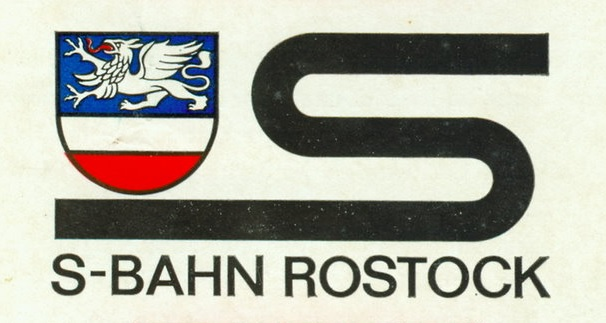
S-Bahn Rostock Logo mit Stadtwappen von 1974
Allgemeines S-Bahn-Logo in Österreich (modern)
S-Bahn Wien (traditionell)
S-Bahn Salzburg
S-Bahn Bern

Das Verkehrsmittel S-Bahn wird analog zur U-Bahn in einer Vielzahl der bedienten Städte und Regionen durch ein prägnantes Logo gekennzeichnet, das etwa an Bahnhöfen, auf Liniennetzplänen, in Wegeleitsystemen oder auf den Fahrzeugen selbst verwendet wird.
In Deutschland werden S-Bahnen einheitlich durch ein weißes, leicht kalligrafisch gezeichnetes S auf einer kreisförmigen grünen Trägerfläche gekennzeichnet. Die erste Version des Zeichens, die anstelle des Kreises die Form eines Grabsteines hatte und ergänzend das Wort „Bahn“ trug, wurde 1930 zusammen mit der Kurzbezeichnung S-Bahn für die Berliner Stadt-, Ring- und Vorortbahnen und als Gegenstück zum bereits bestehenden U-Bahn-Logo mit weißem U auf blauem Grund eingeführt. Der Entwurf wurde vom Grafiker Fritz Rosen zwischen März und Juli 1930 im Auftrag der Reichsbahndirektion Berlin entworfen, wofür er 800 Reichsmark erhielt. Das Logo wurde 1933 durch Streichung des Wortes „Bahn“ vereinfacht, die bis heute verwendete runde Version wurde mit Eröffnung der Nordsüd-S-Bahn am 28. Juli 1936 eingeführt.
In Österreich werden verschiedene Varianten eines weißen S auf einer kreisförmigen blauen Trägerfläche verwendet. Das älteste österreichische Netz in Wien verwendet traditionell eine Variante mit einem charakteristischen kantigen S auf dunkelblauem Grund, das jedoch zunehmend durch das modernere abgerundete S, das auch bei Österreichs jüngeren S-Bahnen (z. B. Graz) verwendet wird, ersetzt wird. Eine österreichweite Vereinheitlichung der Logos war ursprünglich angedacht, wurde aber bis heute nur teilweise umgesetzt. 
Die Systeme in der Schweiz verwenden kein einheitliches Erkennungszeichen und vielfach überhaupt kein spezielles Logo.
S-Bahn als Marke
Der Begriff S-Bahn war als Wortmarke für die Deutsche Bahn AG im Register des Deutschen Patent- und Markenamtes eingetragen, wurde jedoch 2011 auf Antrag des Zweckverbandes für den Nahverkehrsraum Leipzig gelöscht. Das Bundespatentgericht bestätigte die Löschung mit Beschluss vom 14. März 2012 im Wesentlichen. Die Deutsche Bahn hatte zuvor für die Nutzung der Marke eine Lizenzgebühr von 0,4 Cent/Zugkilometer erhoben und damit jährlich Millionenbeträge erlöst.
Die Wort-Bild-Marke S-Bahn ist weiterhin im Besitz der Deutschen Bahn. Die Deutsche Bundesbahn ließ diese 1980 beim Deutschen Patent- und Markenamt schützen und seitdem drei Mal, zuletzt 2019 für eine Schutzdauer bis 2029, verlängern.

## Verschiedene Systeme

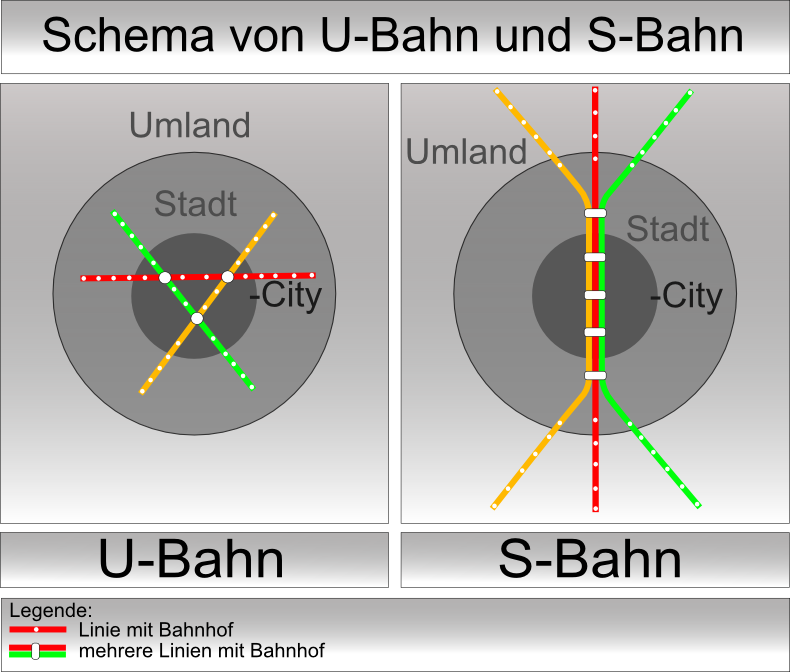
Monozentrisches S-Bahn-Netz mit Stammstrecke im Vergleich zu U-Bahn-Netzen

Während Berlin und Hamburg für die S-Bahn von Anfang an weitgehend eigene Gleisnetze hatten, musste in anderen Regionen der S-Bahn-Verkehr zumeist auf Fernbahngleisen eingerichtet werden. Frankfurt am Main, Leipzig, Stuttgart, München sowie auch Zürich erhielten monozentrische Systeme. Alle fünf Städte haben einen Kopfbahnhof, wobei ein Tunnel für die S-Bahn dazu dient, den Vorortverkehr auf einer gemeinsamen Stammstrecke durch die Innenstadt zu leiten, um auf der anderen Zentrumsseite das bestehende Eisenbahnnetz wieder mitzubenutzen. Im Ruhrgebiet hat man hingegen ein polyzentrisches Netz mit dem Zweck, mehrere Großstädte mit ihren Vororten zu verbinden. Die Linien im Rhein-Ruhr-Gebiet sind im Vergleich zu den übrigen Netzen deutlich länger und die Fahrgastzahlen auf den einzelnen Abschnitten sehr unterschiedlich. Ein S-Bahn-Netz wurde ursprünglich meist von nur einem Unternehmen betrieben. Im Zuge der zunehmenden wettbewerblichen Vergabe von Verkehrsleistungen durch die SPNV-Aufgabenträger hat sich dies inzwischen geändert. Deutsche Beispiele sind die S-Bahn Mitteldeutschland und die S-Bahn Rhein-Ruhr. In Österreich und der Schweiz spielt zudem die traditionell größere Verbreitung nichtbundeseigener Bahngesellschaften eine Rolle. Die S-Bahn Salzburg, die S-Bahn Oberösterreich, die S-Bahn Steiermark sowie die meisten S-Bahnen in der Schweiz weisen daher ebenfalls mehr als einen Betreiber auf.

## S-Bahnen in Deutschland

S-Bahnnetze in Deutschland

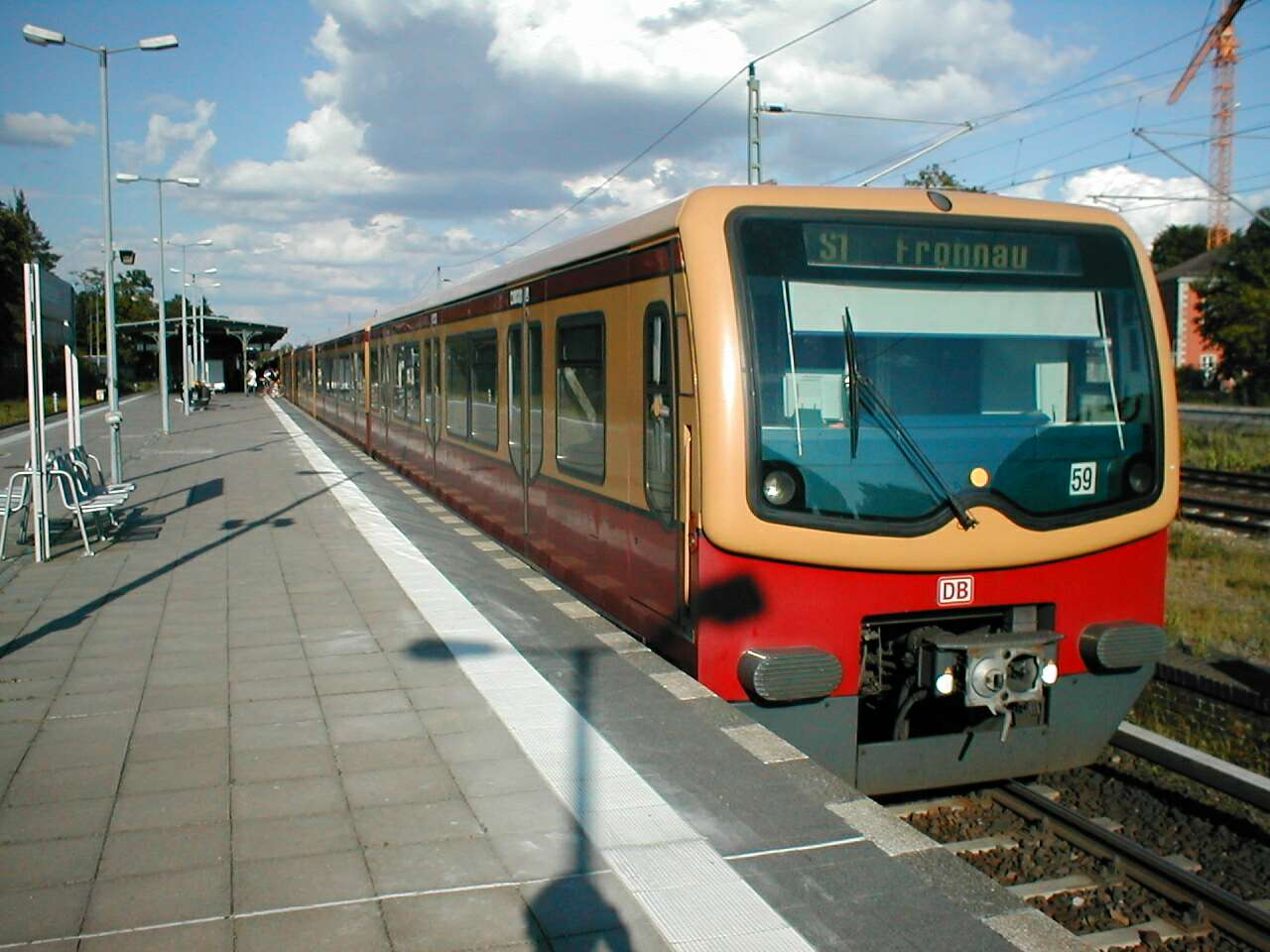
Baureihe 481 der Berliner S-Bahn

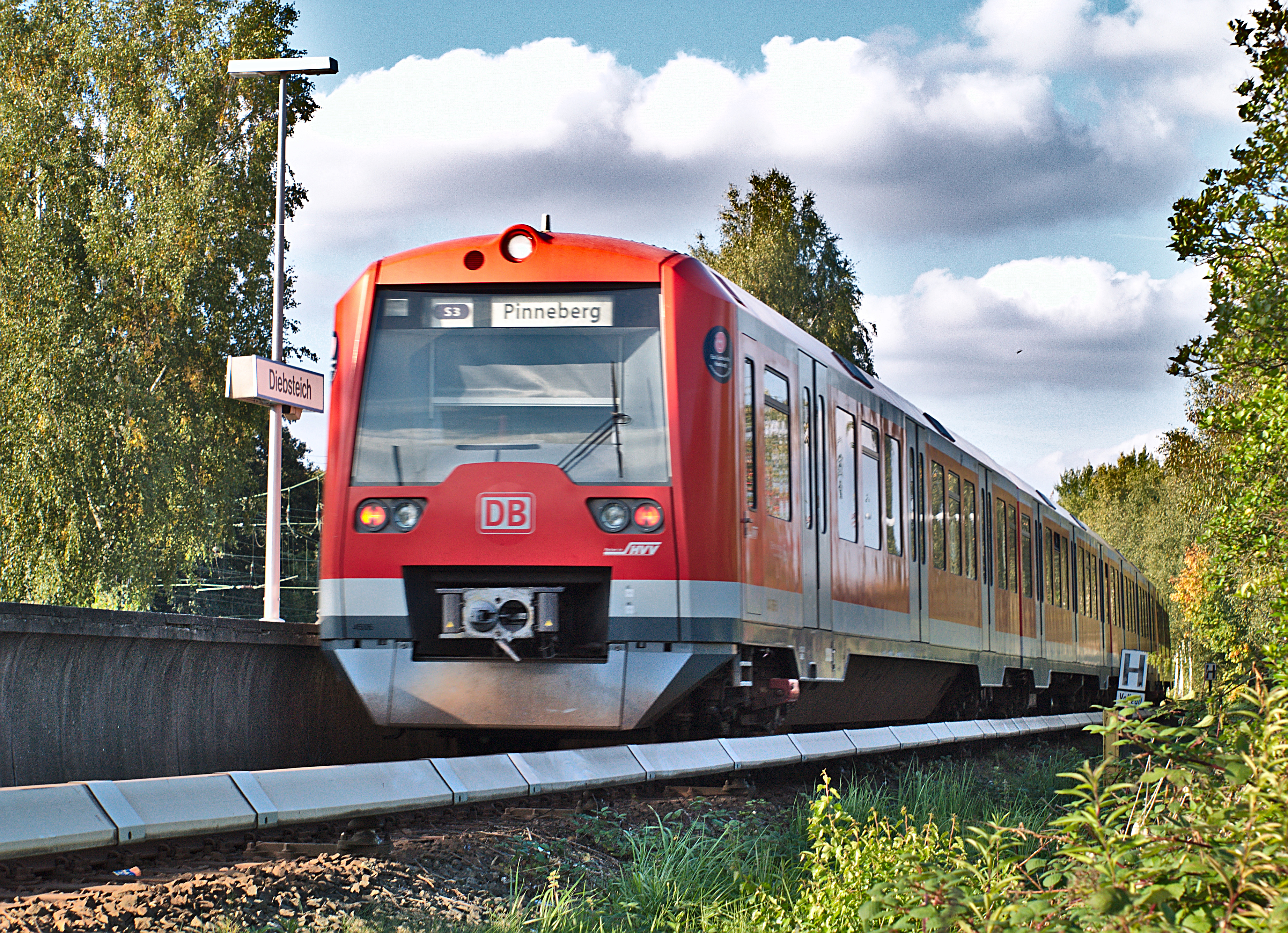
Baureihe 474 in Hamburg mit seitlich verlaufender Stromschiene

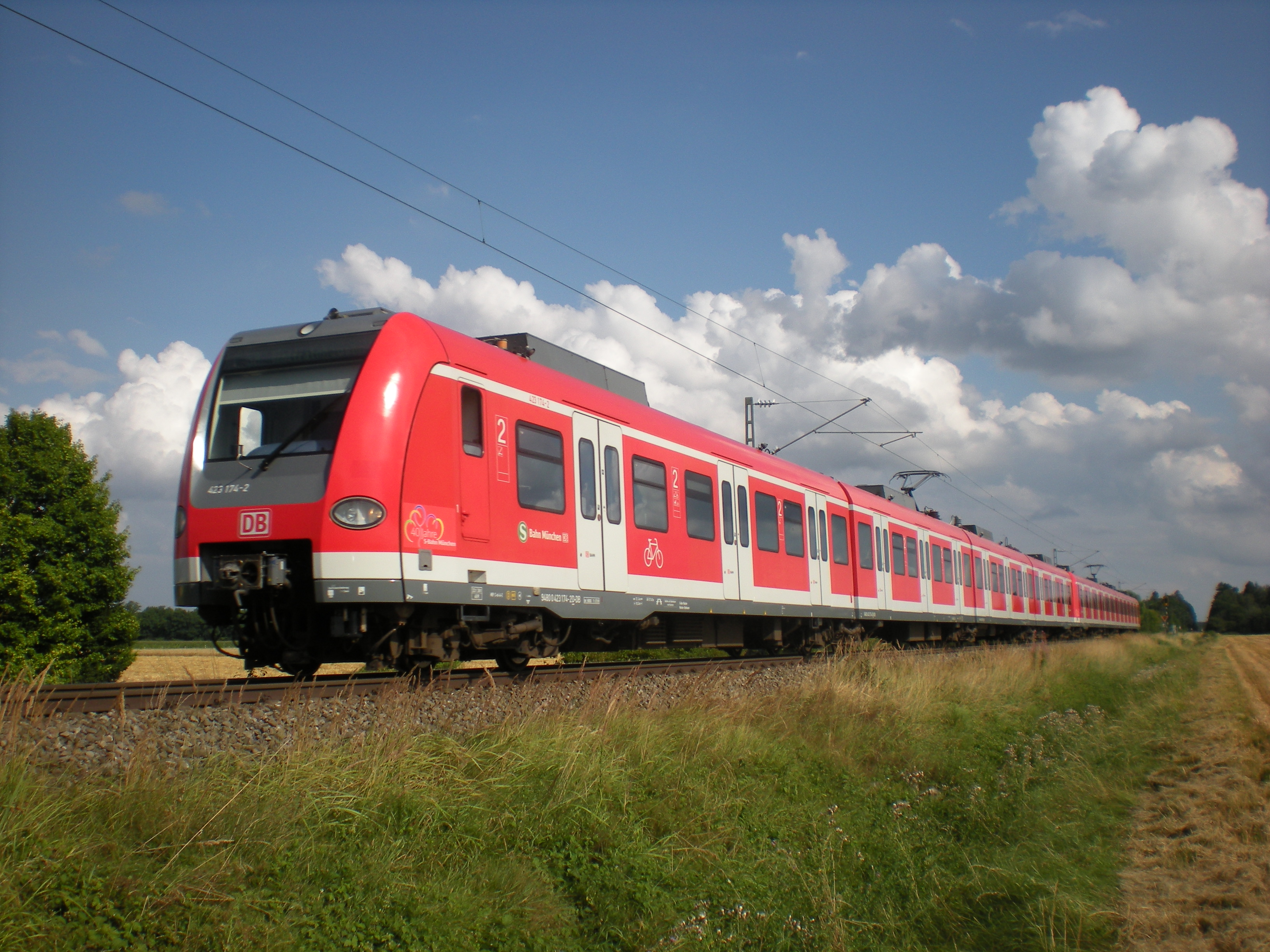
Baureihe 423 der S-Bahnen Köln, Rhein-Main, Stuttgart und München

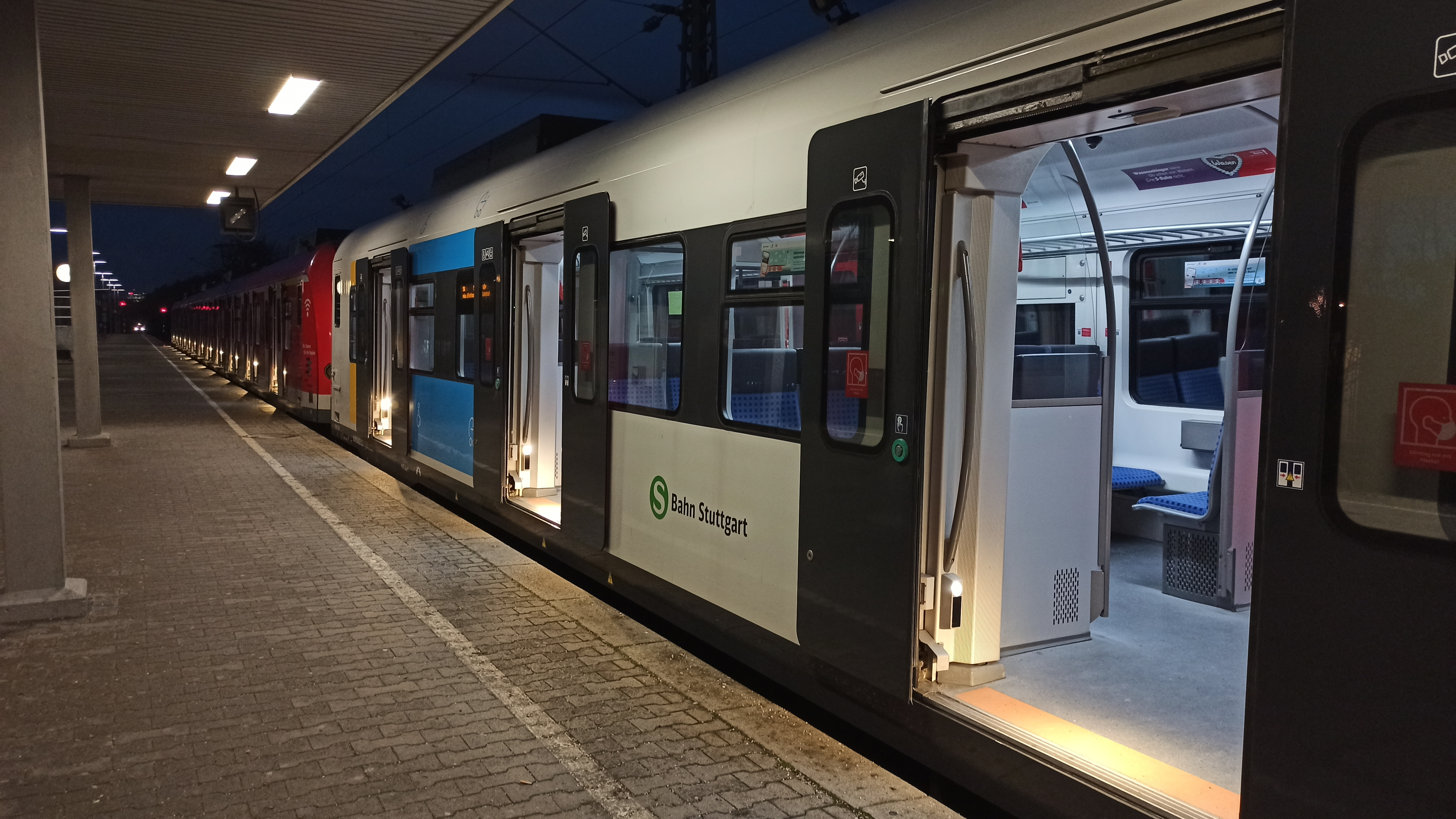
Erster neuer lichtgrauer 423er in Stuttgart, dahinter noch verkehrsrot

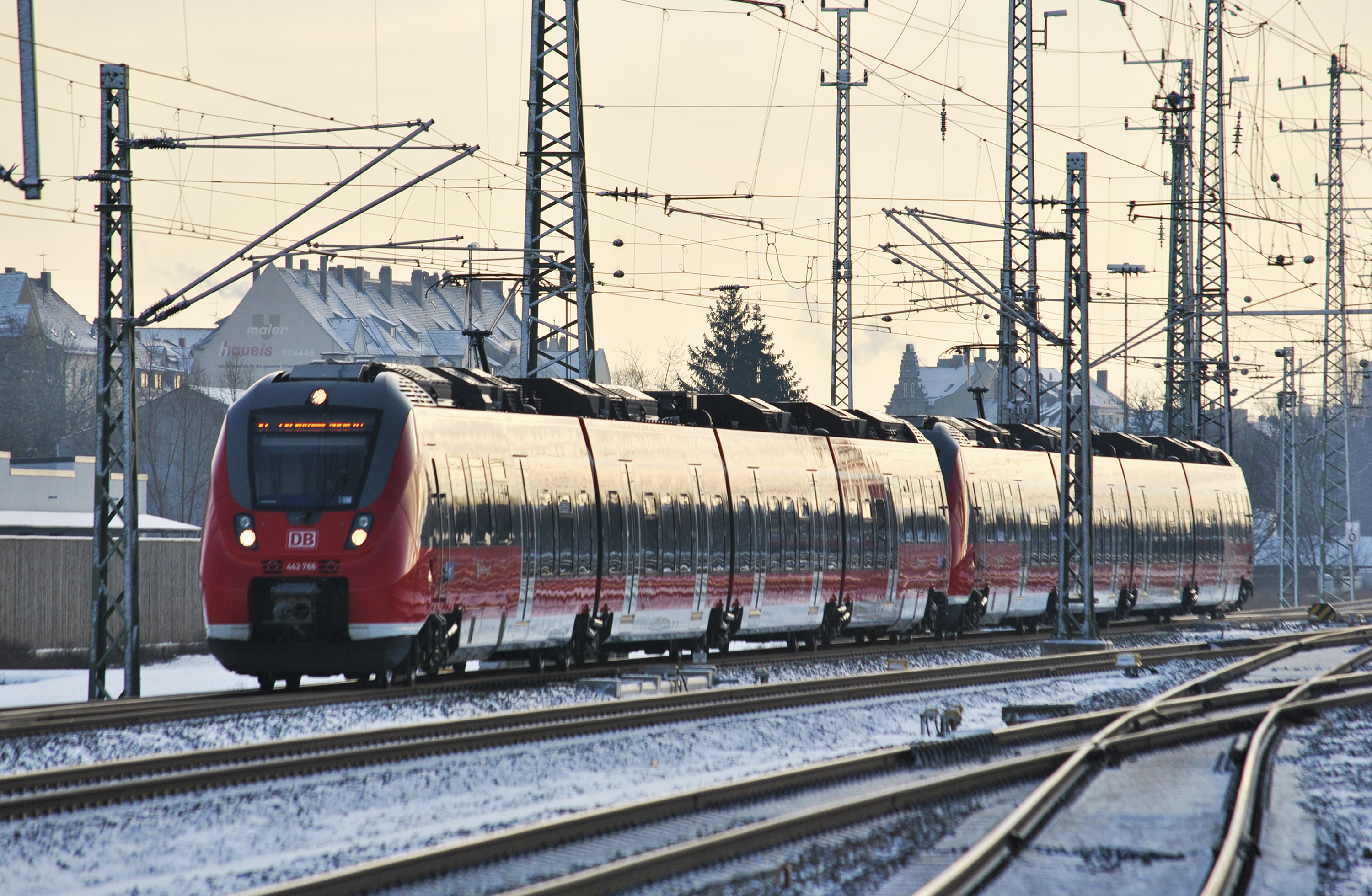
Talent 2 der S-Bahnen Nürnberg, Leipzig/Halle und Rostock

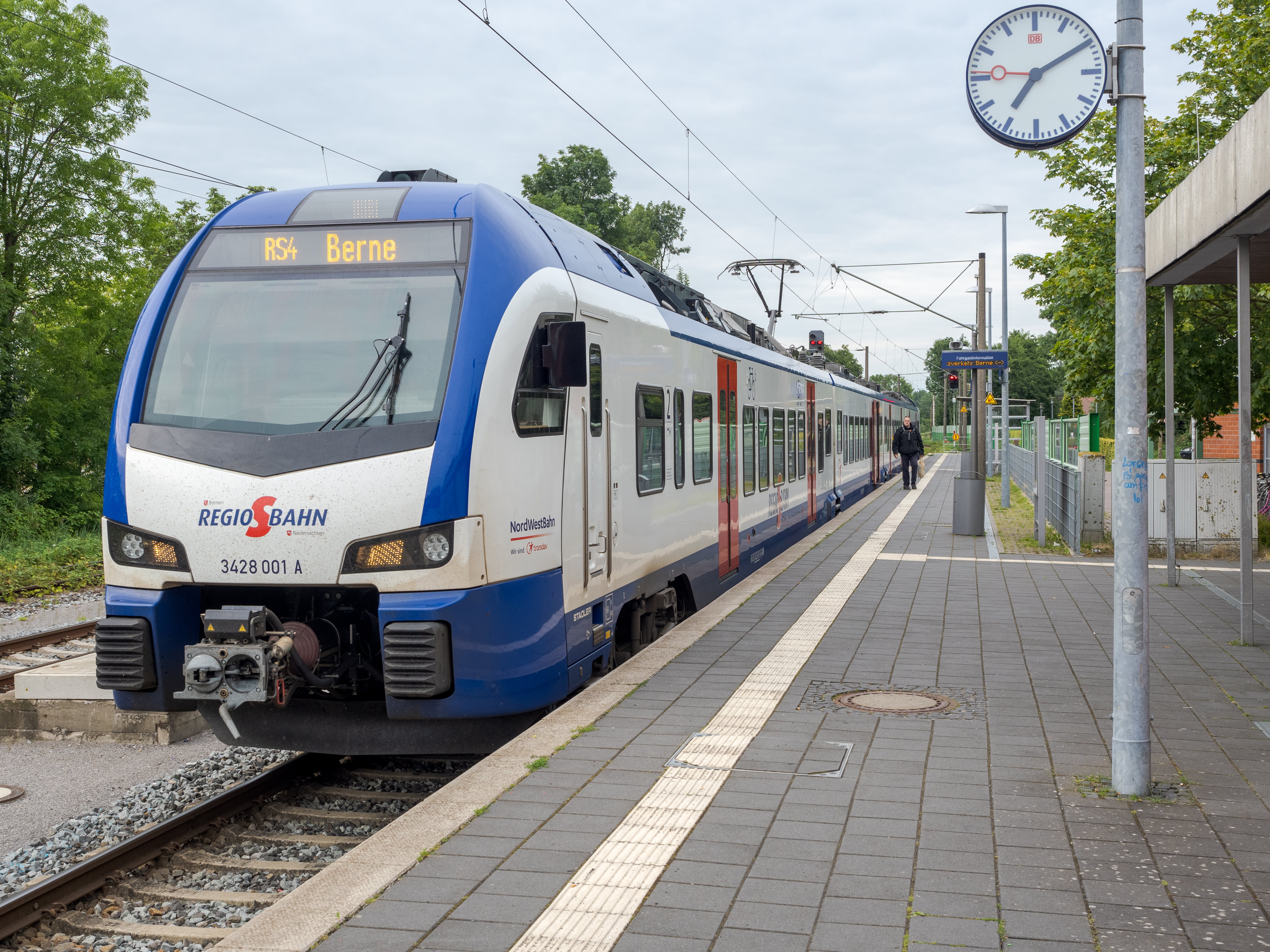
Stadler Flirt 3 der Regio-S-Bahn Bremen-Niedersachsen

Die zuerst entstandenen S-Bahnen in den beiden größten Städten Berlin und Hamburg konnten auf gut entwickelte Vorortgleise aus der Dampfbahnzeit zurückgreifen. Ab 1907 wurde die Stadt- und Vorortbahn in Hamburg und Altona mit einem dem damaligen Stand der Technik entsprechenden Wechselstromsystem mit Oberleitung elektrifiziert. Bei der (zweiten) Elektrifizierung wurde die Gleichstromversorgung mit Zuführung über die seitliche Stromschiene gewählt, weil größere Neubauten wie Brücken und Tunnel kleiner ausgeführt werden konnten, was die Baukosten senkte. Zudem erlaubte dies einen Parallelbetrieb von Wechselstrom- und Gleichstromfahrzeugen, die Umstellung konnte so etappenweise erfolgen. Die gemeinsame Nutzung der Gleise durch Eisenbahnen mit Wechselstrom-Triebwagen (in Hamburg), Dampf- bzw. Diesellokomotiven und Gleichstrom-S-Bahn-Zügen kam hier genauso vor wie bei den später entstehenden S-Bahnen.
Diesen Mischbetrieb mit dem übrigen Bahnverkehr gaben die S-Bahn Berlin und S-Bahn Hamburg nach und nach auf. Die erst später errichtete Wechselstromversorgung über Oberleitung für die „gewöhnliche“ Eisenbahn ist am selben Gleis mit Gleichstrom technisch dermaßen aufwendig, dass eine vollständige Trennung der Anlagen in S-Bahn- und Fernbahn-Gleise auch aus verkehrstechnischen Gründen am sinnvollsten war. Dadurch konnten die Vororte weiterhin gut und von außen störungsfrei mit S-Bahn-Verbindungen versorgt werden.
Alle anderen nach dem Zweiten Weltkrieg eröffneten S-Bahnen in Deutschland werden genauso wie bei der Eisenbahn generell üblich mit Wechselstrom über Oberleitung versorgt. Diese Netze konnten schnell in großer Ausdehnung eröffnet werden, ohne dass sie auf den umfangreichen Bau besonderer Gleise warten mussten. So verkehren viele Züge beispielsweise der Münchner S-Bahn auf den Endabschnitten auf regulären Bahnstrecken. Jedoch ist der S-Bahn-Verkehr bei verspäteten Regional- oder Fernzügen störanfällig und sein Taktfahrplan kaum zu verdichten. Deshalb werden auch bei den Wechselstrom-S-Bahn-Netzen nachträglich besondere S-Bahn-Gleise ergänzt.
S-Bahn-Systeme haben oft auf die S-Bahn-Züge abgestimmte Bahnsteighöhe. Diese liegen 76 cm bzw. 96 cm über der Schienenoberkante. Das stufenlose Ein- und Aussteigen soll den Fahrgastwechsel beschleunigen, sodass die Züge nach ein paar Sekunden wieder weiterfahren können.
Bei den ostdeutschen S-Bahn-Systemen überwogen früher besonders niedrige Bahnsteige, hier werden meist Doppelstockwagen eingesetzt. Einige S-Bahnen führen nach und nach die im Regionalverkehr übliche Bahnsteighöhe von 76 cm ein (z. B. S-Bahn Rhein-Ruhr oder S-Bahn Nürnberg), was sich auf Grund des Mischbetriebs mit Regionalzügen als bestmögliche Lösung erweist.
In Deutschland verkehren S-Bahn-Linien in der Regel in den Hauptverkehrszeiten im Kernbereich mindestens alle 20 Minuten. Durch den parallelen Lauf mehrerer Linien auf gleichen Streckenabschnitten entstehen so Zugfolgen bis zu etwa zwei Minuten. Zu den Linienendpunkten im Umland wird das Angebot zeitlich gestreckt. Ein besseres Zugangebot kann man hier zumeist erst durch einen eigenen Bahnkörper erreichen.
Mit dem Ende der Dampftraktion, der allgemeinen Verbreitung von Verbundtarifen und der Einführung des Taktfahrplans für große Teile des Bahnverkehrs wurde die Abgrenzung zwischen S-Bahnen und anderen Regionalbahnen unscharf. Es gibt eine Reihe von S-Bahn-Linien, die nur im Ein- oder sogar Zweistundentakt verkehren.
In Deutschland gibt es folgende S-Bahn-Systeme:
- S-Bahn Berlin
- Regio-S-Bahn Bremen/Niedersachsen
- Regio-S-Bahn Donau-Iller (Ulm)
- Regio S-Bahn Ortenau (Offenburg, Straßburg (F))
- S-Bahn Dresden
- S-Bahn Hamburg
- S-Bahn Hannover
- S-Bahn Köln (Köln, Leverkusen, Bergisch Gladbach, Düren (Aachen); Bonn, S23 Dieselbetrieb)
- S-Bahn Mittelelbe (Magdeburg)
- S-Bahn Mitteldeutschland (Leipzig/Halle (Saale))
- S-Bahn München
- S-Bahn Nürnberg
- S-Bahn Rhein-Main (Frankfurt am Main, Wiesbaden, Mainz, Darmstadt, Offenbach am Main, Hanau)
- S-Bahn Rhein-Neckar (Ludwigshafen am Rhein, Mannheim, Heidelberg, Kaiserslautern, Karlsruhe)
- S-Bahn Rhein-Ruhr (Ruhrgebiet, Düsseldorf, Neuss, Mönchengladbach, Solingen, Wuppertal, Remscheid; S7 und S28 Dieselbetrieb)
- S-Bahn Rostock
- S-Bahn Stuttgart
- Breisgau-S-Bahn

Die Stadtbahn Karlsruhe benutzt zwar ein grünes S-Bahn-Logo, wird aber offiziell Stadtbahn genannt, da die Fahrzeuge sowohl als Straßen- als auch als Eisenbahn verkehren.
Die Regio S-Bahn Ortenau (bis zum Fahrplanwechsel 2024 Ortenau-S-Bahn) trägt den Eigennamen eines Eisenbahnverkehrsunternehmens mit der Rechtsform einer GmbH, einer Tochtergesellschaft der SWEG.
Die S-Bahn Erfurt war eine umgangssprachliche Bezeichnung einer von 1976 bis 1995 bestehenden, nicht elektrifizierten, Bahnverbindung in der thüringischen Landeshauptstadt Erfurt.
Die größten deutschen Städte ohne S-Bahn-Linien sind derzeit Bielefeld, Münster und Augsburg (Stand 2025).
In der Planungsphase befinden sich die S-Bahn Münsterland, die S-Bahn Ostwestfalen, die S-Bahn Saarland und die Regio-S-Bahn Regensburg. Das Land Schleswig-Holstein plant zur Realisierung ab 2030 die S-Bahn Kiel und die S-Bahn Lübeck.

## S-Bahnen in Österreich

S-Bahnnetze in Österreich

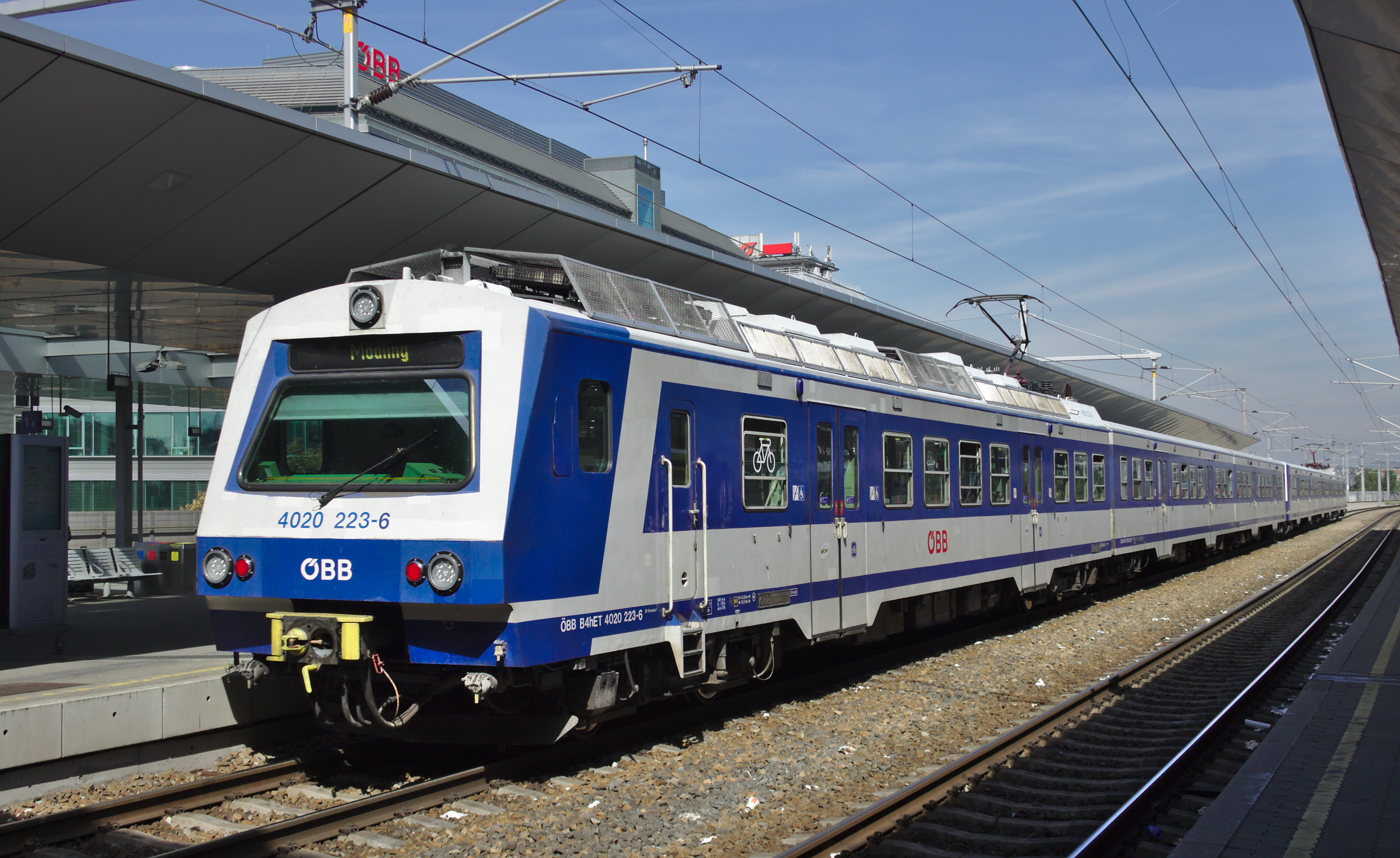
S-Bahn-Zug der Baureihe 4020 im Bahnhof Wien Praterstern

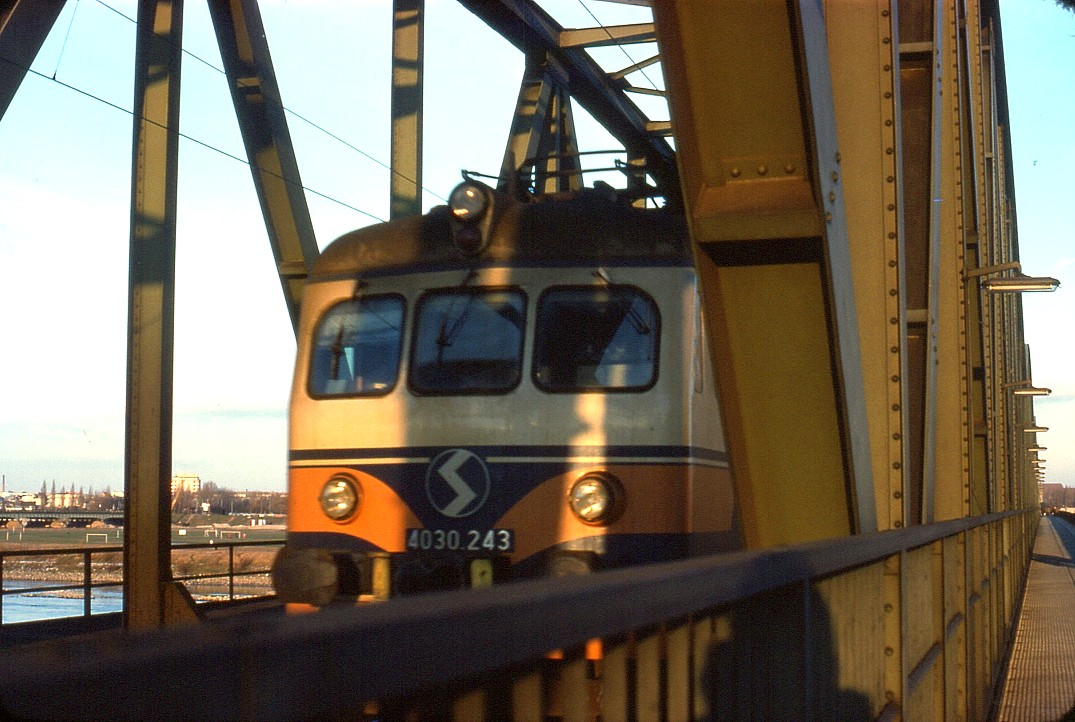
S-Bahn-Zug der Reihe 4030

Das erste S-Bahn-Netz Österreichs – bis 2005 war meist die Bezeichnung Schnellbahn üblich – wurde in den 1960er Jahren in Wien eingerichtet (S-Bahn Wien). Als Symbol dient ein weißes scharfkantiges „S“ auf blauem Hintergrund. Die Form des S soll dabei den Verlauf der Stammstrecke durch Wien stilisieren. Die Wiener S-Bahn stellt entgegen Berlin und Hamburg kein unabhängiges System dar, sondern benutzt überall normale Eisenbahnstrecken. Bis vor Kurzem waren die S-Bahn-Triebwagen durch die für ÖBB-Triebwagen vorgesehene blaue Farbgebung deutlich erkennbar, mittlerweile erlangt der gesamte Nahverkehr eine einheitliche ÖBB-Farbgebung hauptsächlich in Rot. Einzig der Fahrzeuge der ersten Generation der Reihe 4030 trugen bis in die 1970er Jahre eine eigene Farbgebung für die S-Bahn und das S anstelle der ÖBB-Logos an der Front. Die S-Bahn in Wien verkehrt auf der Stammstrecke im 3- bis 7½-Minuten-Intervall.
Die S-Bahn Salzburg wurde im Jahr 2004 teilweise eröffnet, der Vollausbau ist noch nicht erreicht. Sie ist die erste Euregio-S-Bahn Österreichs, also eine grenzüberschreitende S-Bahn, die auch die Salzburger Vororte auf deutscher Seite mit einbezieht. Die Strecken werden von drei verschiedenen Unternehmen betrieben (ÖBB, Salzburg AG und Berchtesgadener Land Bahn). Die ÖBB-Linien nutzen das herkömmliche Eisenbahnnetz und fahren ausschließlich oberirdisch. Zwei weitere Linien werden von der Salzburg AG betrieben, die jedoch aufgrund einer stark von der Regel abweichenden Symmetrieminute keine optimalen Anschlüsse bieten. Sie erreichen den Hauptbahnhof im Tunnel. Als gemeinsames Symbol wird hier ein geschwungenes weißes „S“ auf hellblauem Hintergrund verwendet.
Die S-Bahn Tirol wurde zeitgleich mit der S-Bahn Steiermark als drittes S-Bahn-System in Österreich eröffnet und ist noch in der Ausbauphase. Die erste S-Bahn-Linie verband ab 9. Dezember 2007 die Landeshauptstadt zwischen 5 und 22 Uhr im 30-Minuten-Intervall zunächst über die entlang der Inntal-Achse in der Agglomeration gelegenen Stationen Völs, Westbahnhof, Hauptbahnhof und Rum mit den Umlandgemeinden zwischen Telfs und Hall. Mittlerweile verkehren sechs Linien.
Die S-Bahn Steiermark wurde im Dezember 2007 zeitgleich mit der S-Bahn Tirol als drittes S-Bahn-System Österreichs mit sechs Linien eröffnet und befand sich bis zum Jahr 2016 in der Ausbauphase. An diesem Projekt wurde bereits seit 1998 gearbeitet. Die Inbetriebnahme erfolgte am 9. Dezember 2007. Die S-Bahn bietet bessere Verbindungen im 15-Minuten-Takt. Insgesamt sind im Vollbetrieb 11 S-Bahn-Linien im Großraum Graz bzw. Zentralraum Obersteiermark im Einsatz. Die S-Bahn ist eine Kooperation zwischen den Bahngesellschaften ÖBB, StB und GKB.
Die S-Bahn Kärnten ist am 12. Dezember 2010 zunächst mit der Linie S1 Lienz–Spittal-Millstättersee–Villach–Klagenfurt–St. Veit-Friesach in Betrieb gegangen. 2011 folgten die beiden Linien S2 St. Veit–Feldkirchen–Villach und S3 Weizelsdorf–Klagenfurt. Der zweite Teil der S2 Villach–Rosenbach ging 2012 in Betrieb. 2016 folgte die S4 Villach–Hermagor, 2017 der zweite Teil der S3 Klagenfurt–Wolfsberg. Die Züge der S3 werden jedoch nicht von Weizelsdorf nach Wolfsberg durchgebunden. Im Sommer 2018 verkehren erstmals wochenends Züge zwischen Villach und Tarvis (Italien), die im Fahrplan als S41 geführt werden. Ebenso in den Sommermonaten sind drei Nachtlinien an Wochenenden und Feiertagen in Betrieb (S1-, S2- und S4-Nightline, gleich den Tagesstrecken). Betreiber aller Linien sind die ÖBB.
Seit dem 11. Dezember 2012 werden die im Vorarlberger Rheintal schon länger mit einem S-Bahn-Logo versehenen Züge auf den Linien S1 Lindau–Bregenz–Dornbirn–Feldkirch–Bludenz und S3 Lindau–Bregenz–St. Margrethen als S-Bahn Vorarlberg bezeichnet. Ein Jahr später folgte die S4 Schruns–Bludenz.
Eine Bodensee-S-Bahn (Vorarlberg, Deutschland, Schweiz; zurzeit als Verlängerung der Linie S6 der S-Bahn St. Gallen geplant) ist in Planung.
Nachdem die Liechtensteiner Stimmbürger am 30. August 2020 den Kredit für eine S-Bahn FL.A.CH (Liechtenstein, Österreich, Schweiz; als Bezeichnung ist S2 vorgesehen) ablehnten, ist die Umsetzung des Projekts offen.
Seit dem 12. Dezember 2016 bedient die S-Bahn Oberösterreich die Gebiete rund um die Landeshauptstadt Linz, der Hauptknoten ist dabei der Linzer Hauptbahnhof. Beim Start der S-Bahn OÖ wurden fünf Linien eingeführt: S1 (Linz–St. Valentin–Garsten, auf der Westbahnstrecke bis St. Valentin, danach Rudolfsbahn), S2 (Linz HBF–Wels HBF auf der Westbahnstrecke westlich von Linz), S3 (Linz HBF–Pregarten, auf der Summerauer Bahn (Linz–Gaisbach-Wartberg und St. Valentin–České Budějovice)), S4 (Linz HBF–Kirchdorf/Krems, auf der Pyhrnbahn) und die S5 (Linz HBF–Eferding, auf der Linzer Lokalbahn). Bis auf die S5 werden alle Linien von den ÖBB betrieben, die S5 von Stern&Hafferl Verkehr. In Zukunft sollen die bestehende Mühlkreisbahn als S6 nach Kleinzell und die noch nicht gebaute Strecke über Engerwitzdorf nach Gallneukirchen und Pregarten als S7 in das System eingegliedert werden.

## S-Bahnen in der Schweiz
Die Schweizer S-Bahnen werden oft von mehreren Gesellschaften und zum Teil auch auf Schmalspur betrieben. Sie verkehren in der Regel in den Hauptverkehrszeiten mindestens alle 30 Minuten.
In der deutschsprachigen Schweiz wird der Begriff S-Bahn erst mit Eröffnung der S-Bahn Zürich im Jahr 1990 verwendet und bei zweisprachigen Veröffentlichungen im Französischen mit Réseau Express Régional (kurz: RER) übersetzt. In Fahrplänen erscheinen die S-Bahn-Linien in der deutsch- und italienischsprachigen Schweiz mit S und seit Ende 2023 mit R in der französischsprachigen Schweiz. Einzige Ausnahme bilden die Linien des Léman Express in der Region Genf, die schon länger mit L erscheinen.

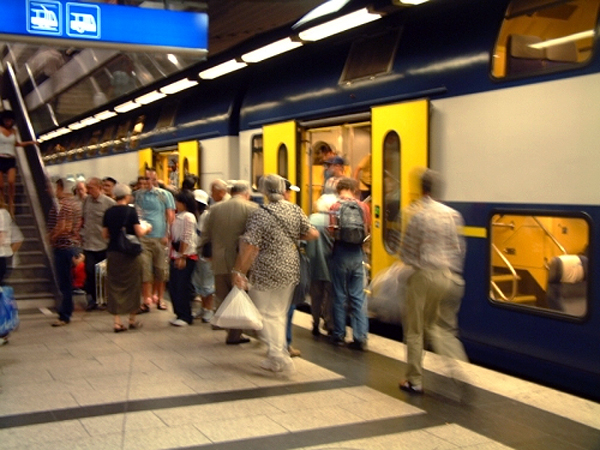
Eine S5 im unterirdischen S-Bahnhof des Zürcher Hauptbahnhofes
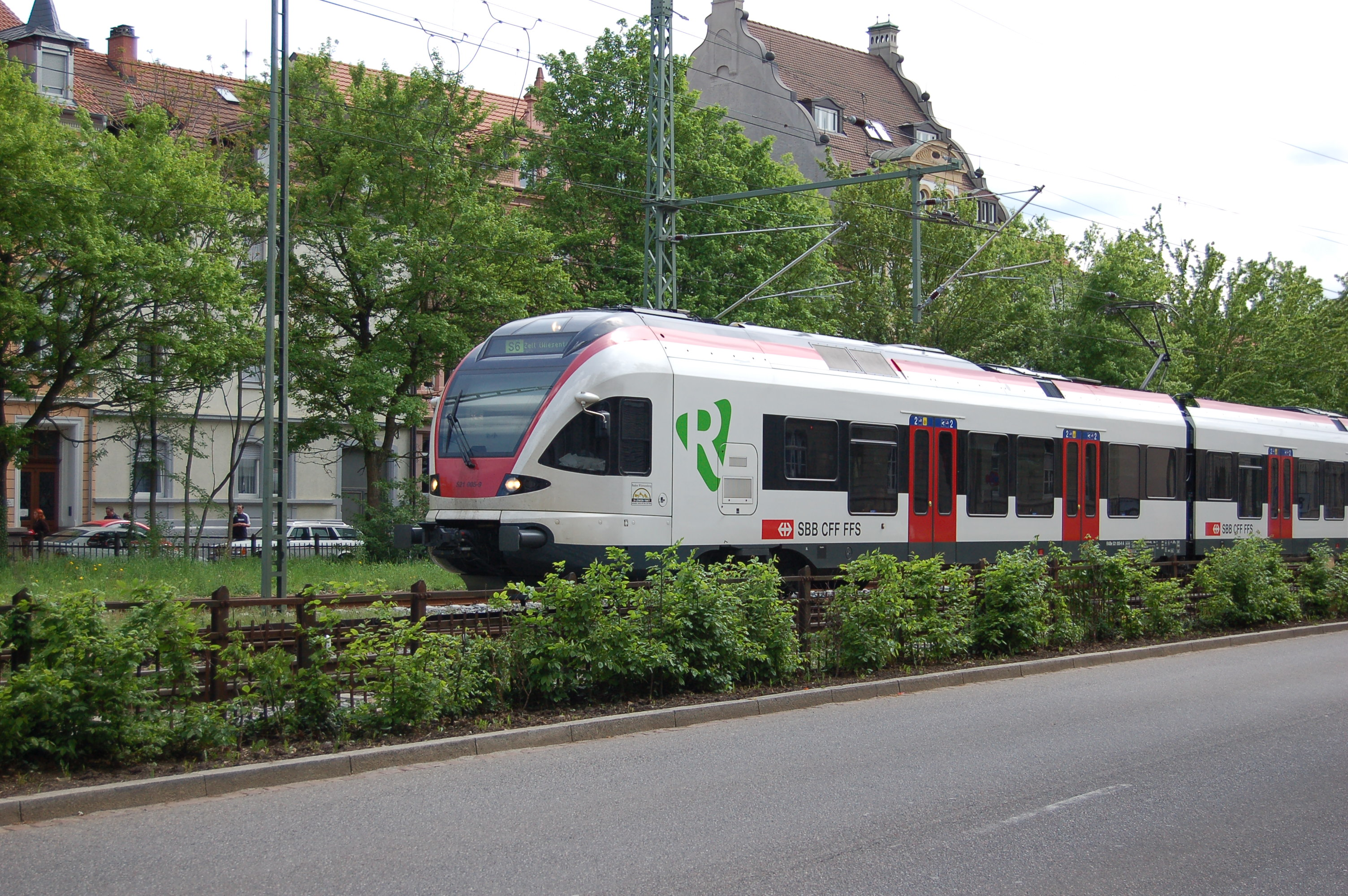
SBB RABe 521 als S-Bahn der Linie S6 bei Basel
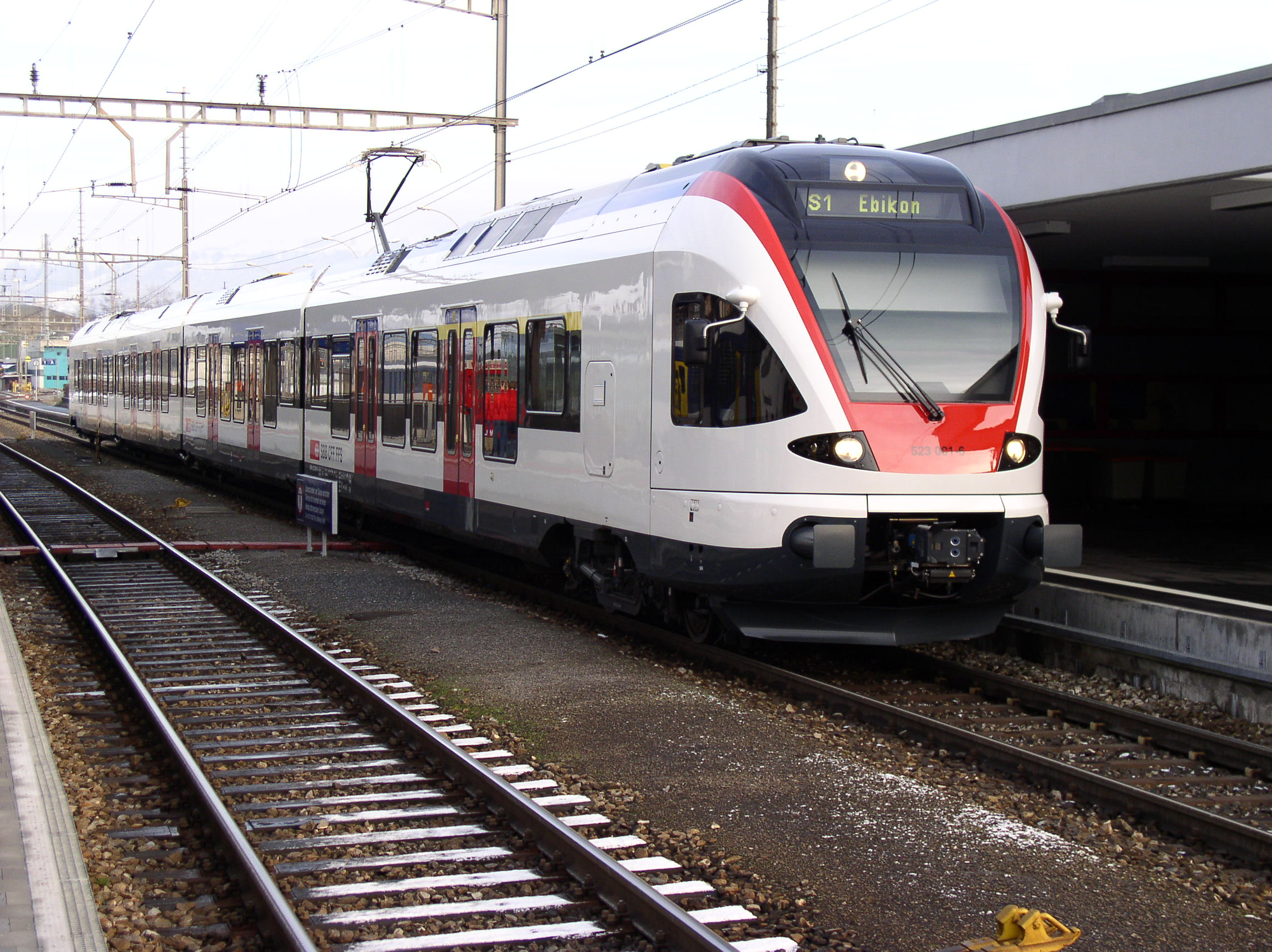
Fahrzeug der Stadtbahn Zug auf der Linie S1 Richtung Ebikon

Die S-Bahn Zürich bedient die bevölkerungsreichste Agglomeration in der Schweiz und hat demzufolge auch die meisten Linien, wobei nicht alle Linien zum Hauptbahnhof Zürich führen. Die Eröffnung der S-Bahn war verbunden mit dem Bau des Zürichbergtunnels sowie der Eröffnung eines unterirdischen Bahnhofs unter dem Hauptbahnhof, der den Projektnamen Bahnhof Museumstrasse trägt. In diesem verkehrten einige Jahre lang, nebst der S-Bahn, auch ICE in Richtung Schaffhausen – Singen (Hohentwiel). Seit 2014 ist die neue Durchmesserlinie Altstetten–Zürich HB–Oerlikon mit dem zugehörigen Bahnhof Löwenstrasse, parallel zum Bahnhof Museumstrasse unterhalb des Hauptbahnhofs, in Betrieb, welcher Zuggattungen des Fernverkehrs wie auch S-Bahnen aufnimmt. Seit der Eröffnung der Durchmesserlinie verkehren im Bahnhof Museumstrasse ausschließlich S-Bahnen.
Die S-Bahn Bern wurde ab 1974 in Etappen aufgebaut, seit 1995 wird der Begriff S-Bahn offiziell verwendet. Sie ist die einzige S-Bahn in der Schweiz, die den Buchstaben S auf ihrem Logo trägt. Die S-Bahn umfasst einen großen Teil der Berner Agglomeration und transportiert täglich rund 100'000 Reisende. Im zweisprachigen Kanton wird die S-Bahn als RER Berne übersetzt. Auch hier steht der Ausbau des Hauptbahnhofs Bern zur Diskussion.
Grenzüberschreitend verkehrt die S-Bahn in der Agglomeration Basel als trinationale S-Bahn Basel auch nach Deutschland und Frankreich. Ein Citytunnel („Herzstück“) soll in Zukunft als Stammstrecke die beiden Basler Bahnhöfe SBB und Badischer Bahnhof verbinden.
Am Genfersee (franz. Lac Léman) ist seit dem 15. Dezember 2019 der Léman Express in Betrieb. Zu den schon sieben Linien des Réseau Express Vaudois rund um Lausanne, schwergewichtig im Kanton Waadt, kam in Genf ein zweiter S-Bahn-Knoten hinzu. Herzstück ist die neu erbaute Bahnstrecke Cornavin–Eaux-Vives–Annemasse (CEVA).
Weitere S-Bahn-Netze entstanden in St. Gallen (S-Bahn St. Gallen), in der Zentralschweiz (Netz der S-Bahn Luzern und der Stadtbahn Zug) und im Tessin (S-Bahn Tessin).

## Wagenklassen und Rauchen

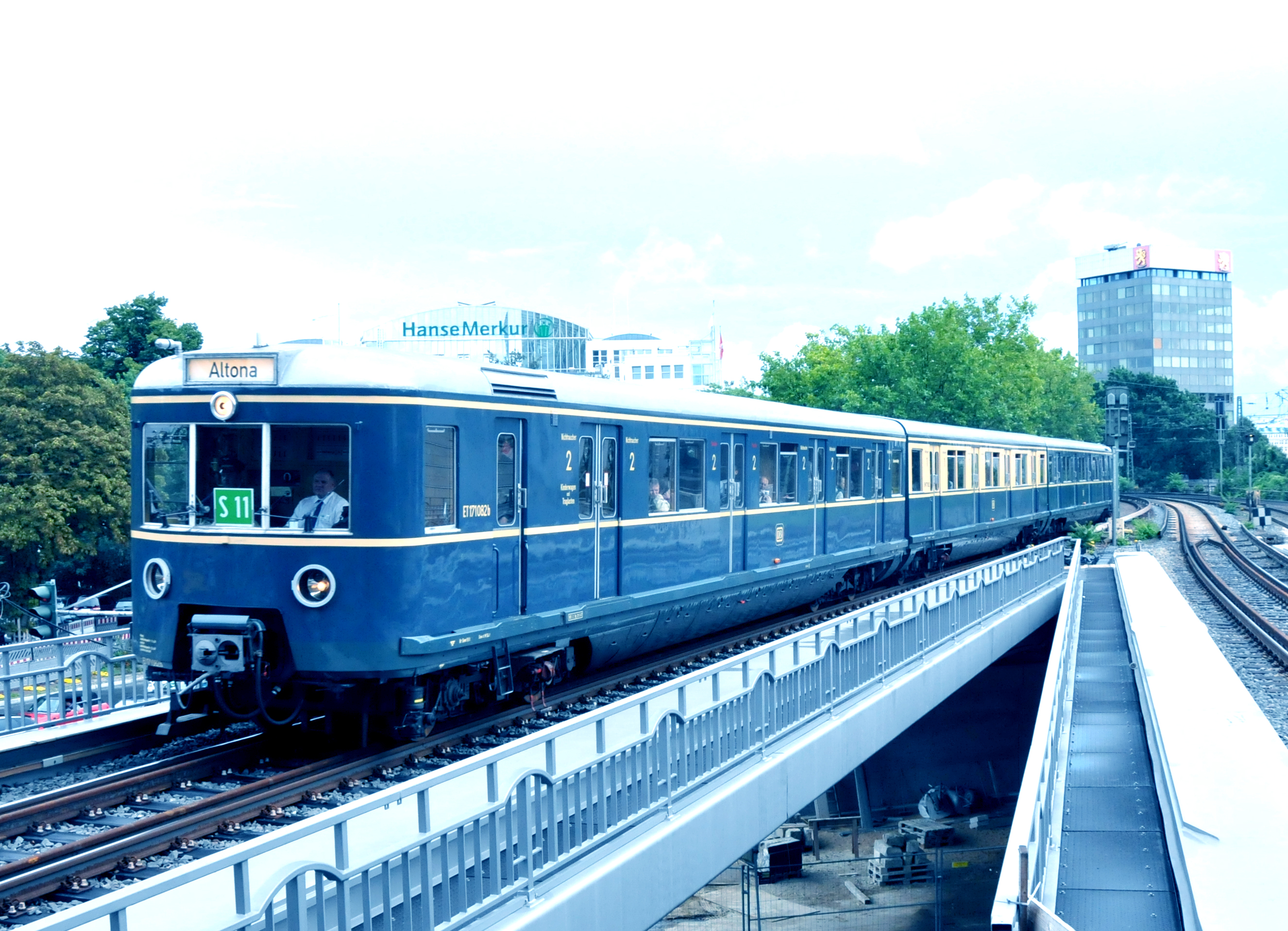
Bei der Hamburger S-Bahn umfasste die erste Wagenklasse, erkennbar an der abweichenden Außenlackierung des Mittelwagens, früher ein Drittel des Zuges, wurde aber mittlerweile abgeschafft

In Österreich führen S-Bahnen ausschließlich die zweite Wagenklasse, während in Deutschland und der Schweiz fallweise auch eine erste Wagenklasse angeboten wird. Mehrere deutsche Systeme schafften ihre bessere Wagenklasse ab, dies waren Berlin (1946), München (1983), Hamburg (2000), Nürnberg (2002) und Köln (2015).
In Westdeutschland galt dabei schon früh ein generelles Rauchverbot in S-Bahnen, lange bevor dieses zum 1. September 2007 auch für alle übrigen Zuggattungen eingeführt wurde. In München war das Rauchen dabei schon ab Februar 1973 nicht mehr erlaubt, in Hamburg ab Oktober gleichen Jahres.

## Umsteigen
Eine Besonderheit existierte im S-Bahn-Verkehr früher bei Anschlüssen von und zu anderen Zügen. Aufgrund des meist dichten Takts der S-Bahn galt bei der Deutschen Bundesbahn bei Verspätungen grundsätzlich die betriebliche Vorgabe „S-Züge warten nicht; auf S-Züge wird nicht gewartet“. Darauf wurde im Kursbuch bei den betreffenden S-Bahn-Tabellen explizit hingewiesen.

## Haltekonzepte

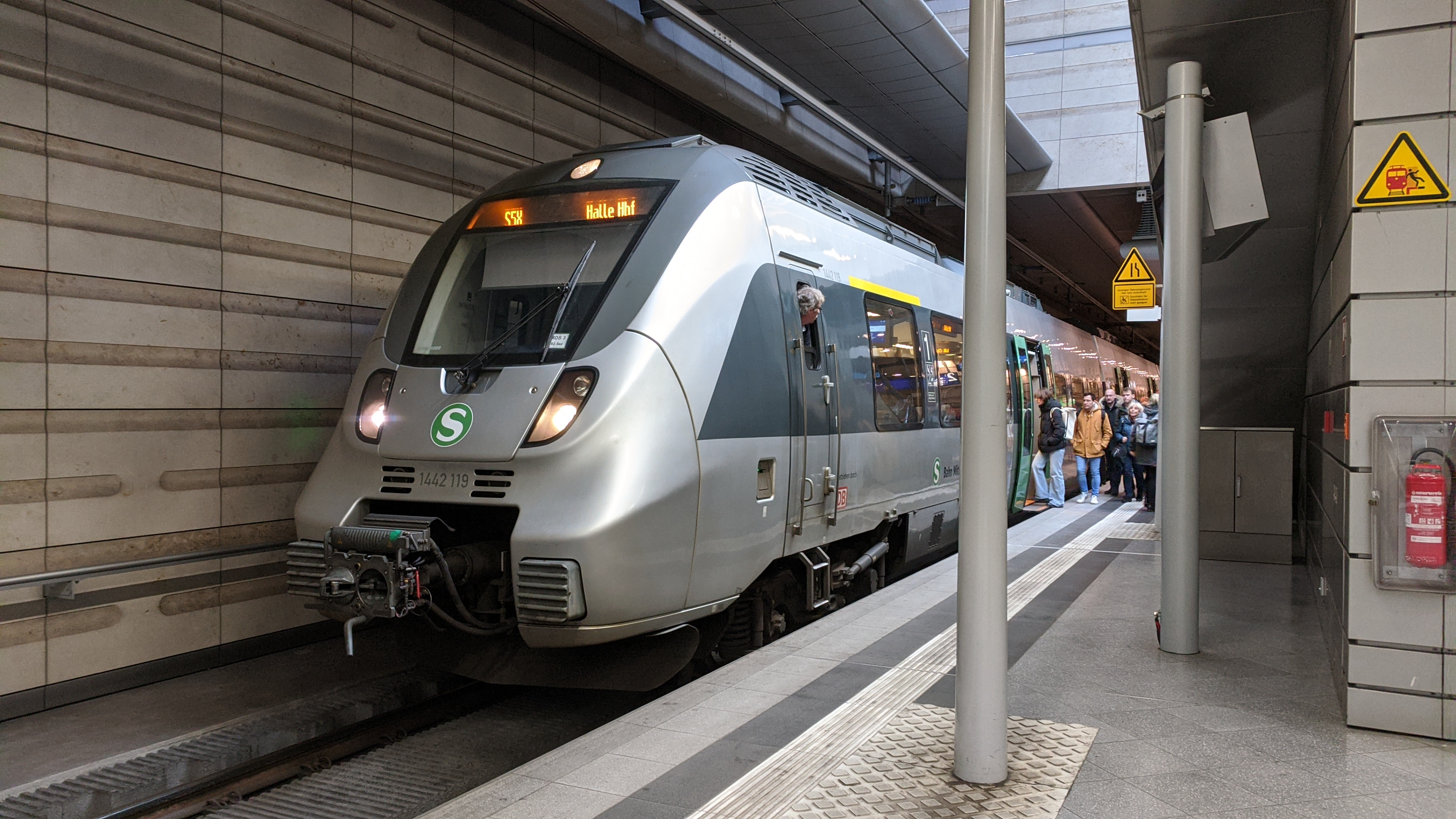
Zug der Linie S5X in Leipzig

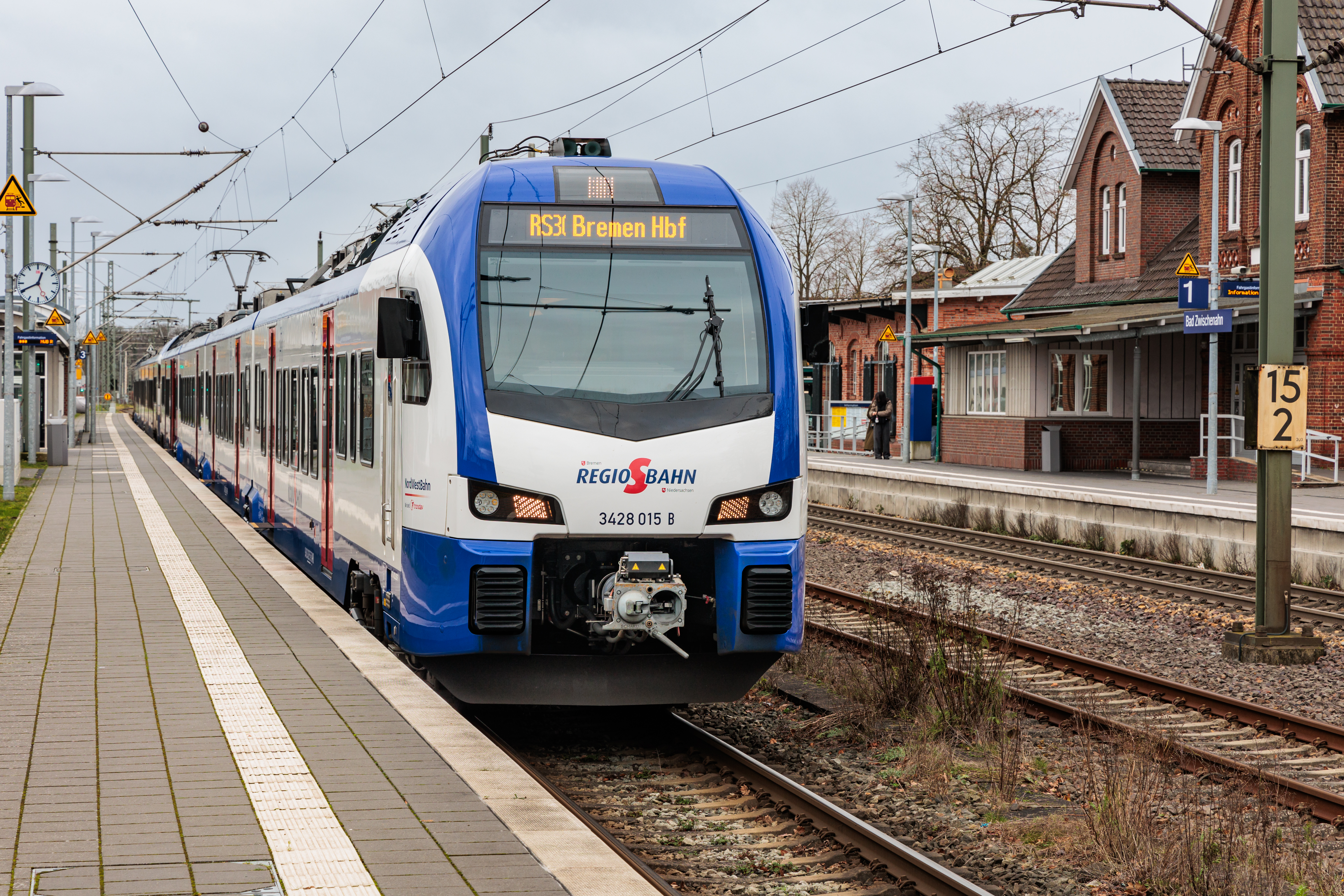
Linie RS30 nach Bremen Hbf

Überwiegend bedienen S-Bahnen alle Unterwegshalte. In einigen Netzen verkehren auch Linien, die nicht alle Zwischenstationen bedienen, teilweise als Express-S-Bahn bezeichnet. Beispiele hierfür sind:
- die Linie S5X der S-Bahn Mitteldeutschland
- die Linie RS30 der Regio-S-Bahn Bremen-Niedersachsen
- die Linien S2 und S4 (jeweils einzelne Fahrten) der S-Bahn München
- die Linien S3, S5 und S6 der S-Bahn Nürnberg
- die Linien S5, S6, S8, S21 und S51 der S-Bahn Hannover
- die Linie S3 der S-Bahn Rhein-Neckar
- die Linien S1 (einzelne Fahrten) und S62 der S-Bahn Stuttgart
- die Linie S11 der S-Bahn Salzburg
- die Linien S1, S31, S4, S5, S7, S8, S44 und S52 der S-Bahn Bern
- die Linie S25 der S-Bahn Zürich
- die Linie S8 der S-Bahn Dresden
- die Linie S2X der S-Bahn Rostock

## Sonstiges

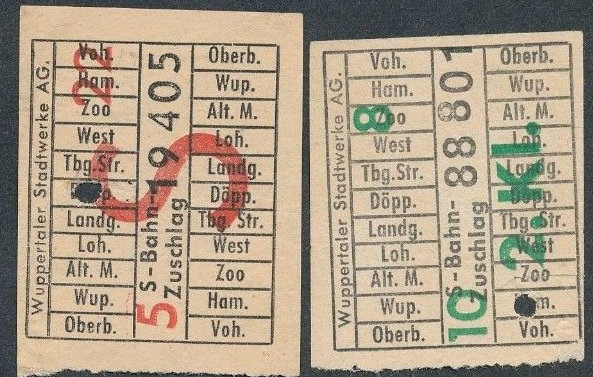
Zuschlagkarten der Wuppertaler Schwebebahn mit der Bezeichnung S-Bahn

- Als S-Bahn-Surfen bezeichnet man eine gefährliche und illegale Tätigkeit von zumeist männlichen Jugendlichen, bei der diese sich als Mutprobe an die Außenwand eines fahrenden Schienenfahrzeugs festklammern.
- Zeitweise wurde auch die Wuppertaler Schwebebahn als S-Bahn bezeichnet.